# Nagy Árpád Lajos
Nagy Árpád Lajos (1937 – 2019. január 4.) magyar labdarúgó, csatár.

## Pályafutása
Pályafutása jelentős részét az Egri Dózsa csapatában töltötte. Kiismerhetetlenül cselező szélső volt, aki kiváló rúgótechnikájának köszönhetően szögletből is több gólt szerzett. Nagypályás pályafutását az Egri Spartacusban fejezte be, majd még sokáig játszott kispályán.

## Magánélete
Három fia született. Közülük Tibor karatében K1-ben világbajnoki címet szerzett, Bence labdarúgó lett (Eger, Mezőkövesd, Felsőtárkány, Bükkzsérc).